# Maladie des éleveurs d'oiseaux
 Mise en garde médicale
La maladie des éleveurs d'oiseaux, le poumon de l'oiseleur ou le poumon du colombophile est l'un des types les plus fréquents de pneumopathie d'hypersensibilité. C'est une maladie immuno-allergique liée à l'inhalation chronique de  protéines aviaires présentes dans les poussières de fientes séchées et parfois dans les plumes de certains oiseaux (oies).   Les alvéoles pulmonaires deviennent inflammatoires et des micro-nodules se forment.
Les espèces d'oiseau impliquées sont les pigeons et colombes, les psittaciformes (perroquets, perruches, et cacatoès), les dindons et les poulets.
Les personnes qui travaillent avec des oiseaux ou qui possèdent de nombreux oiseaux (canaris) sont les plus exposés : ornithophiles et personnes travaillant en animalerie.

## Clinique
Le symptôme initial est une dyspnée, en particulier après un effort soudain ou lors d'un changement de température. Cela peut mimer un asthme, une spasmophilie ou une embolie pulmonaire.  
Les symptômes apparaissent  dans les 4 à 6 heures suivant l'exposition à l'allergène. La forme aigüe réalise un syndrome pseudo-grippal :  des frissons, de la fièvre, une dyspnée, une toux sèche, une gêne thoracique, pouvant durer de quelques heures à quelques jours.  L'auscultation révèle des râles crépitants, bilatéraux, souvent secs et fins, de type « velcro ». 
Dans la forme chronique, on retrouve souvent une anorexie, une perte de poids, une asthénie. Cette forme peut évoluer vers une insuffisance respiratoire sévère. Exceptionnellement, des formes avec détresse respiratoire aiguë peuvent être mortelles.

## Explorations
Les tests biologiques sont normaux, mais la sérologie peut mettre en évidence des anticorps anti-immunoglobulines de type G (précipitines) dirigés contre l'antigène en cause.
Des anomalies sont visualisées à la radio ou au scanner : aspect de verre dépoli, syndrome interstitiel micro-nodulaire. Dans les formes évoluées, une fibrose interstitielle progressive se constitue. Cette fibrose est handicapante car elle lèse les poumons, réduit la capacité fonctionnelle, augmente le risque d'infection à répétition et, finalement, entraîne un essoufflement permanent. 
L'exploration fonctionnelle respiratoire indique un syndrome restrictif. Le lavage broncho-alvéolaire peut montrer une alvéolite de type lymphocytaire.

## Traitement
Les symptômes du poumon de l'oiseleur s'améliorent en quelques semaines après évitement des protéines aviaires. Il est donc conseillé de se séparer de ses oiseaux et du linge de maison (couette, duvet, oreillers) contenant des plumes. Il est conseillé de laver tous les meubles rembourrés, les murs, le plafond et le mobilier. Certains animaux de compagnie, dans leur fourrure et leurs excréments, ont des protéines identiques ou proches ; ils doivent être écartés. 
Des corticoïdes inhalés, utilisés dans l'asthme, sont efficaces, mais ne modifient pas le cours de la maladie. En cas d'atteinte sévère, une forte dose de corticoïdes peut être utilisée pour réduire l'inflammation et éviter les séquelles. La guérison de chaque patient dépend de la gravité de la maladie, de la rapidité de diagnostic et de traitement.  
La plupart des patients guérissent complètement, certains gardent des séquelles pulmonaires. Néanmoins, la maladie peut réapparaître si le patient est à nouveau exposé aux oiseaux ou à d'autres allergènes. 